# 卡子镇
卡子镇，是中华人民共和国陕西省安康市白河县下辖的一个乡镇级行政单位。

## 行政区划
卡子镇下辖以下地区：
卡子社区、陈庄村、药树村、凤凰村、大桥村、仓房村、桂花村和友爱村。